# اومروال
اومروال (به فرانسوی: Aumerval) یک کمون در فرانسه است که در پا-دو-کاله واقع شده‌است. اومروال ۳٫۴۲ کیلومتر مربع مساحت دارد ۱۳۲ متر بالاتر از سطح دریا واقع شده‌است.